# Alexandrina insulensis
Alexandrina insulensis är en insektsart som beskrevs av Otte, D. och Perez-gelabert 2009. Alexandrina insulensis ingår i släktet Alexandrina och familjen syrsor. Inga underarter finns listade i Catalogue of Life.